# أنتيغوا وباربودا
أنتيغوا وباربودا (UK: /ænˈtiːɡə ... bɑːrˈbuːdə/, US: /ænˈtiːɡwə ... bɑːrˈbjuːdə/) هي دولة جزرية ذات سيادة في الكاريبي. وتقع في منتصف جزر ليوارد 17 درجة شمال خط الاستواء تقريباً. أنتيغوا وباربودا هي جزء من أرخبيل الأنتيل الأصغر الذي يقع في جنوبه أرخبيل غوادلوب، ومونتسيرات في المنطقة الجنوبية الغربية، وسينت كيتس ونيفيس في الغرب وسان بارتيملي وسينت مارتن في المنطقة الشمالية الغربية. تتكون من جزيرتين رئيسيتين أنتيغوا وباربودا. يعيش 97% من السكان في أنتيغوا. العاصمة وأكبر ميناء ومدينة هي سانت جونز في أنتيغوا.
اكتشف كريستوفر كولومبوس جزيرة أنتيغوا في عام 1493. استعمرت بريطانيا أنتيغوا عام 1632 ثم باربودا عام 1678. بعد أن كانت جزءًا من جزر ليوارد البريطانية من عام 1871 انضمت أنتيغوا وبربودا إلى اتحاد جزر الهند الغربية في عام 1958. بعد تفكك الاتحاد أصبحت واحدة من جزر الهند الغربية المنتسبة في عام 1967. استقلت عن المملكة المتحدة في 1 نوفمبر 1981. أنتيغوا وبربودا هي عضو في الكومنولث وتشارلز الثالث هو ملك البلاد ورئيس الدولة.

## أصل الكلمة
أنتيغوا هي كلمة إسبانية تعني «قديمة» وباربودا هي كلمة إسبانية تعني «الملتحي». سمى شعب الأراواك جزيرة أنتيغوا «ودادلي» وهي معروفة محليًا بهذا الاسم اليوم. من المحتمل أن شعب الكاريب سمى باربودا باسم واوموني (Wa'omoni). يُعتقد أن معنى اسم باربودا «الملتحي» يشير إما إلى سكان الجزيرة من الذكور أو إلى أشجار التين الملتحية الموجودة هناك.

## التاريخ

### فترة ما قبل الاستعمار
أول من استقر في أنتيغوا هم شعب سيبوني. بحسب التأريخ الكربوني ترجع أقدم مستوطنات البلاد إلى حوالي العام 3100 قبل الميلاد. خلف شعب سيبوني شعب الأراواك الذين هاجروا من حوض نهر أورينوكو. أدخل الأراواك زراعة الأناناس والذرة والبطاطا الحلوة والفلفل الحار والجوافة والتبغ والقطن.

### الوصول الأوروبي

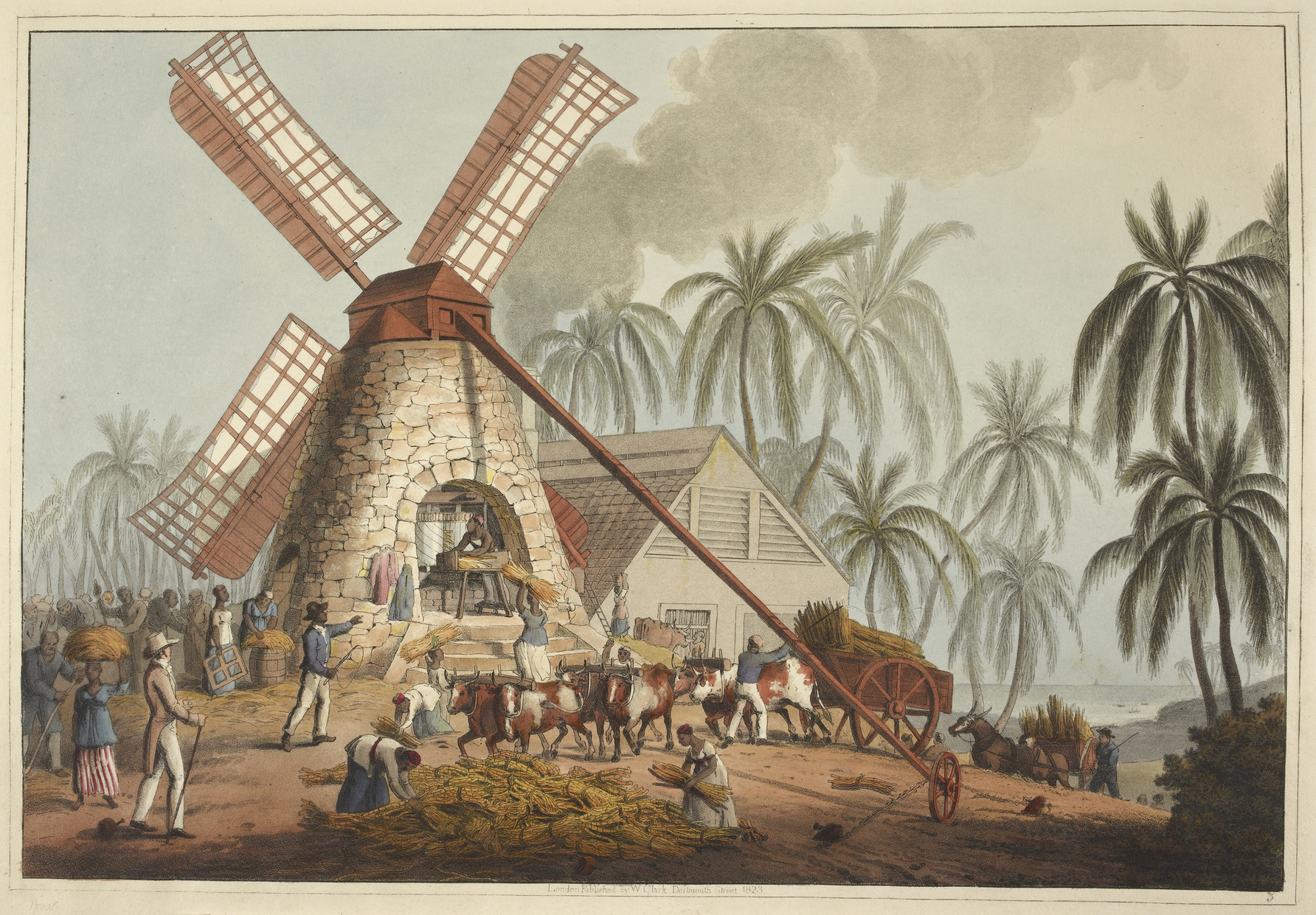
أنتيغوا عام 1823

كان كريستوفر كولومبوس أول أوروبي يشاهد الجزر في عام 1493. لم يستعمر الإسبان أنتيغوا إلا بعد أن أدت مجموعة من الأمراض الأوروبية والأفريقية وسوء التغذية والعبودية إلى القضاء على معظم السكان الأصليين.
استقر الإنجليز في أنتيغوا عام 1632؛ استقر كريستوفر كودرينجتون في باربودا عام 1685. زرع العبيد الذين نقلوا من غرب إفريقيا التبغ ثم السكر .

### الحقبة الاستعمارية
حافظ الإنجليز على سيطرتهم على الجزر، وأحبطوا محاولة هجوم فرنسية عام 1666. أدت الظروف الوحشية التي عانى منها العبيد إلى ثورات في عامي 1701 و 1729، واندلاع تمرد مخطط في عام 1736. ألغيت العبودية في الإمبراطورية البريطانية عام 1833، مما أثر على الاقتصاد بسبب نقص العمالة. تفاقم هذا بسبب الكوارث الطبيعية مثل زلزال 1843 وإعصار 1847. حدث التعدين في جزيرة ريدوندا، ولكنه توقف في عام 1929 وظلت الجزيرة غير مأهولة منذ ذلك الحين.
أصبحت أنتيغوا وباربودا جزءًا من اتحاد جزر الهند الغربية قصير العمر من 1958 إلى 1962. أصبحت أنتيغوا وباربودا فيما بعد دولة مرتبطة بالمملكة المتحدة تتمتع باستقلال داخلي كامل في 27 فبراير 1967. حصلت أنتيغوا وباربودا على استقلالها الكامل في 1 نوفمبر 1981؛ أصبح فيري بيرد رئيس وزراء الدولة الجديدة. اختارت الدولة البقاء داخل الكومنولث، واحتفظت بالملكة إليزابيث آنذاك رئيسة للدولة.

### الاستقلال
هيمنت عائلة بيرد وحزب العمال في أنتيغوا وباربودا على سياسة أنتيغوا وباربودا في العقدين الأولين من الاستقلال، مع حكم فيري بيرد من 1981 إلى 1994، ثم ابنه ليستر بيرد من 1994 إلى 2004. على الرغم من توفير حكومات بيرد درجة من الاستقرار السياسي وتعزيز السياحة في البلاد، كثيرا ما اتهمت بالفساد والمحسوبية والمخالفات المالية. أُجبر الابن الأكبر فير بيرد على ترك مجلس الوزراء في عام 1990 بعد فضيحة اتهم فيها بتهريب أسلحة إلى تجار المخدرات الكولومبيين. أُدين إيفور بيرد ببيع الكوكايين في عام 1995.
تسبب إعصار لويس في أضرار جسيمة بباربودا في عام 1995.
انتهت هيمنة حزب العمال في انتخابات 2004 العامة، عندما فاز بها الحزب التقدمي المتحد بزعامة وينستون بالدوين سبنسر. ترأس وزراء أنتيغوا وباربودامن 2004 إلى 2014. عاد حزب العمال إلى السلطة في انتخابات عام 2014 تحت قيادة جاستون براون. فاز حزب العمال بـ 15 مقعدًا من أصل 17 مقعدًا في انتخابات 2018 تحت قيادة رئيس الوزراء الحالي جاستون براون.
صُنف نيلسون دوكيارد موقعًا للتراث العالمي لليونسكو في 2016.
دمر إعصار إيرما معظم بربودا في أوائل سبتمبر 2017، والذي وصلت سرعته إلى 295 كم/ساعة (185 ميلاً في الساعة). دمرت العاصفة 95% من المباني والبنية التحتية في الجزيرة، تاركة باربودا «بالكاد صالحة للسكن» وفقًا لرئيس الوزراء جاستون براون. أُجلي كل شخص تقريبًا على الجزيرة إلى أنتيغوا. في خضم جهود إعادة البناء التالية في باربودا والتي قدرت تكلفتها بما لا يقل عن 100 مليون دولار، أعلنت الحكومة عن خطط لإلغاء قانون مضى عليه قرن من الزمان لملكية الأراضي المجتمعية من خلال السماح للسكان بشراء الأراضي. وهي خطوة انتقدت على أنها تعزز «رأسمالية الكوارث».

## جغرافيا

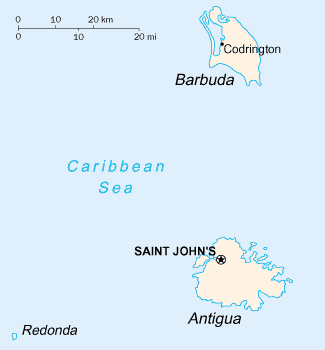
موقع أنتيغوا وباربودا

تعتبر أنتيغوا وبارودا جزرًا منخفضة بشكل عام وقد تأثرت تضاريسها بتكوينات الحجر الجيري أكثر من تأثرها بالنشاط البركاني. أعلى نقطة في أنتيغوا وباربودا هي جبل بوجي بيك (المعروف باسم جبل أوباما 2008-2016) الواقع في جنوب غرب أنتيغوا، وهي بقايا فوهة بركانية ارتفاعها 402 مترًا (1319 قدمًا).
تتميز شواطئ كلتا الجزيرتين بالشواطئ والبحيرات والمرافئ الطبيعية. الجزر محاطة بالشعاب المرجانية والمياه الضحلة. تفتقر كلتا الجزيرتين إلى المياه الجوفية العذبة.
تقع جزيرة ريدوندا الصخرية الصغيرة على بعد حوالي 40 كم (25 ميل) جنوب غرب أنتيغوا، وهي غير مأهولة بالسكان.

### المدن والقرى
المدن الأكثر اكتظاظًا بالسكان في أنتيغوا وباربودا تقع في الغالب في أنتيغوا مثل سانت جون وأول سانتس وبيجوتس وليبرتا. المدينة الأكثر اكتظاظًا بالسكان في باربودا هي كودرينغتون. تشير التقديرات إلى أن 25% من السكان يعيشون في منطقة حضرية، وهي نسبة أقل بكثير من المتوسط الدولي البالغ 55%.

### المناخ
يبلغ متوسط هطول الأمطار 990 ملم (39 بوصة) سنويًا، وتتفاوت الكمية بشكل كبير من موسم إلى آخر. بشكل عام تكون الفترة الأكثر رطوبة بين سبتمبر ونوفمبر. تعاني الجزر بشكل عام من انخفاض الرطوبة والجفاف المتكرر. متوسط درجات الحرارة 27 درجة مئوية (80.6 درجة فهرنهايت).
تضرب الأعاصير الجزيرة بمعدل مرة واحدة في السنة مثل إعصار إيرما من الفئة الخامسة الذي ضرب الجزيرة في 6 سبتمبر 2017 والذي دمر 95% من هياكل باربودا. أُجلي حوالي 1800 شخص إلى أنتيغوا.
أشارت تقديرات نشرتها مجلة تايم إلى أن الأمر سيتطلب أكثر من 100 مليون دولار لإعادة بناء المنازل والبنية التحتية. قال فيلمور مولين مدير المكتب الوطني لخدمات الكوارث في باربودا «إن
جميع البنية التحتية والمرافق الحيوية غير موجودة، الإمدادات الغذائية والأدوية والكهرباء والمياه والاتصالات وإدارة النفايات». ولخص الوضع على النحو التالي: «المرافق العامة بحاجة إلى إعادة بناء بالكامل ... من التفاؤل التفكير في إمكانية إعادة بناء أي شيء في غضون ستة أشهر ... خلال 25 عامًا في إدارة الكوارث لم أر شيئًا كهذا من قبل».

### القضايا البيئية
مثل الدول الجزرية الأخرى تواجه أنتيغوا وباربودا قضايا بيئية فريدة ناتجة عن قربها من المحيط وصغر حجمها. وتشمل هذه الضغوط قلة المياه وإزالة الغابات بشكل عام.
تتفاقم القضايا الحالية في الجزيرة بسبب تغير المناخ حيث يؤدي ارتفاع مستوى سطح البحر وزيادة تقلبات الطقس إلى تآكل السواحل وتسرب المياه المالحة.
لا تهدد هذه القضايا سكان الجزيرة فحسب بل أيضًا الاقتصاد حيث تشكل السياحة 80% من الناتج المحلي الإجمالي. تسبب موسم أعاصير عام 2017 بإتلاف البنية التحتية الضعيفة في جزر أنتيغوا وبربودا.

## السياسة
أنتيغوا وباربودا ذات نظام ملكي ديمقراطي برلماني، يكون فيه رئيس الدولة هو الملك الذي يعين الحاكم العام نائبًا له. تشارلز الثالث هو ملك أنتيغوا وباربودا الحالي، وقد شغل المنصب بعد الملكة إليزابيث التي شغلته منذ استقلال الجزر عن المملكة المتحدة في عام 1981 حتى 2022. ويمثل الملك حاليًا الحاكم العام السير رودني وليامز. يعين الحاكم العام مجلس الوزراء بناء على نصيحة رئيس الوزراء وهو حاليا جاستون براون (2014–). رئيس الوزراء هو رأس الحكومة.
تمارس الحكومة السلطة التنفيذية بينما تمارس السلطة التشريعية الحكومة ومجلسي البرلمان. يتألف البرلمان من مجلسين مجلس الشيوخ (17 عضوا يعينهم أعضاء الحكومة وحزب المعارضة، ويوافق عليهم الحاكم العام)، ومجلس النواب (17 عضوا منتخب) لمدة خمس سنوات.
الزعيم الحالي للمعارضة هو عضو الحزب التقدمي الموحد بالدوين سبنسر.

### الانتخابات
أجريت الانتخابات الأخيرة في 21 مارس 2018. وفاز بها حزب العمال في أنتيغوا باربودا بقيادة رئيس الوزراء جاستون براون بـ 15 مقعد من أصل 17 مقعد في مجلس النواب. جرت الانتخابات السابقة في 12 يونيو 2014 فاز بها حزب العمال في أنتيغوا بـ 14 مقعد وفاز الحزب التقدمي المتحد بثلاثة مقاعد.
شهدت انتخابات أنتيغوا وباربودا 2004 هزيمة أطول حكومة منتخبة في الكاريبي حين فاز الحزب التقدمي الموحد على حزب العمال.
كان فيري بيرد رئيسًا للوزراء من 1981 إلى 1994 ورئيسًا لوزراء أنتيغوا من 1960 إلى 1981، باستثناء فترة 1971-1976 عندما هزمت الحركة العمالية التقدمية حزبه. خلفه رئيس الوزراء ليستر براينت بيرد في عام 1994.

### القضاء
أنتيغوا عضو في محكمة شرق الكاريبي العليا (ومقرها سانت لوسيا). ومحكمة العدل الكاريبية. تعد اللجنة القضائية لمجلس الملكة الخاص محكمة الاستئناف العليا.

### العلاقات الخارجية
أنتيغوا وباربودا عضو في الأمم المتحدة والكومنولث والتحالف البوليفاري لشعوب أمريكتنا والجماعة الكاريبية ومنظمة دول شرق الكاريبي ومنظمة الدول الأمريكية ومنظمة التجارة العالمية ونظام الأمن الإقليمي لشرق الكاريبي.
أنتيغوا وباربودا هي أيضًا عضو في المحكمة الجنائية الدولية (مع اتفاقية حصانة ثنائية لحماية الجيش الأمريكي كما هو مشمول في المادة 98 من نظام روما الأساسي).
طالبت أنتيغوا وباربودا في الأمم المتحدة في عام 2013 قادة الدول الاستعمارية السابقة إلى تقديم تعويضات عن العبودية. وقال رئيس الوزراء بالدوين سبنسر: «لقد رأينا مؤخرًا عددًا من القادة يعتذرون وأنه يتعين عليهم الآن مطابقة أقوالهم بفوائد ملموسة ومادية».

### الجيش
تضم قوة دفاع أنتيغوا وباربودا حوالي 260 فردًا منتشرين بين فوج المشاة ووحدة الخدمة والدعم وخفر السواحل. وقعت أنتيغوا وباربودا على معاهدة الأمم المتحدة لحظر الأسلحة النووية في عام 2018.

### التقسيم الإداري
أنتيغوا وباربودا هي عبارة عن دولة تتكون من عدة جزر، تنقسم الجزيرة الرئيسية، أنتيغوا، إلى  6 أبرشيات أما التبعيات، فهي جزيرة بربودا وجزيرة ريدوندا.
الأبرشيات هي (الأسماء حسب الأرقام في الخريطة):
1. أبرشية سانت جورج.
2. أبرشية سانت جون.
3. أبرشية سانت ماري.
4. أبرشية سانت باول.
5. أبرشية سانت بيتر.
6. أبرشية سانت فيليب.

## السكان

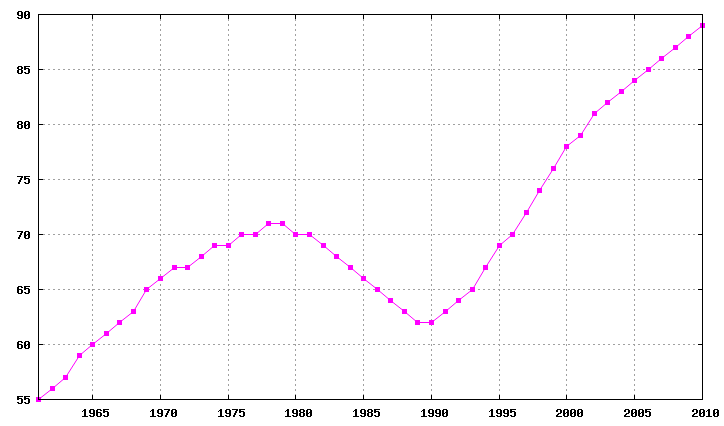
منحنى النمو السكاني ما بين 1961 و2003 (إحصائيات منظمة الفاو). السكان بالآلاف

يبلغ عدد سكان أنتيغوا 93,219 نسمة،  91% منهم من السود و 4.4% مختلطين و 1.7% بيض و 2.9% آخرون (هنود بشكل أساسي). معظم البيض من أصل بريطاني. يوجد عدد من العرب المشرقيون المسيحيون وسكان شرق آسيا واليهود السفارديم.
تعيش نسبة كبيرة متزايدة من السكان في الخارج على الأخص في المملكة المتحدة ثم الولايات المتحدة وكندا. يقيم ما يقدر بنحو 4500 مواطن أمريكي في أنتيغوا وباربودا.

### اللغات
اللغة الإنجليزية هي لغة الرسمية. ولكن يتحدث السكان كريول أنتيغوا وباربودا. يتحدث بالإسبانية حوالي 10,000 نسمة.

### الدين

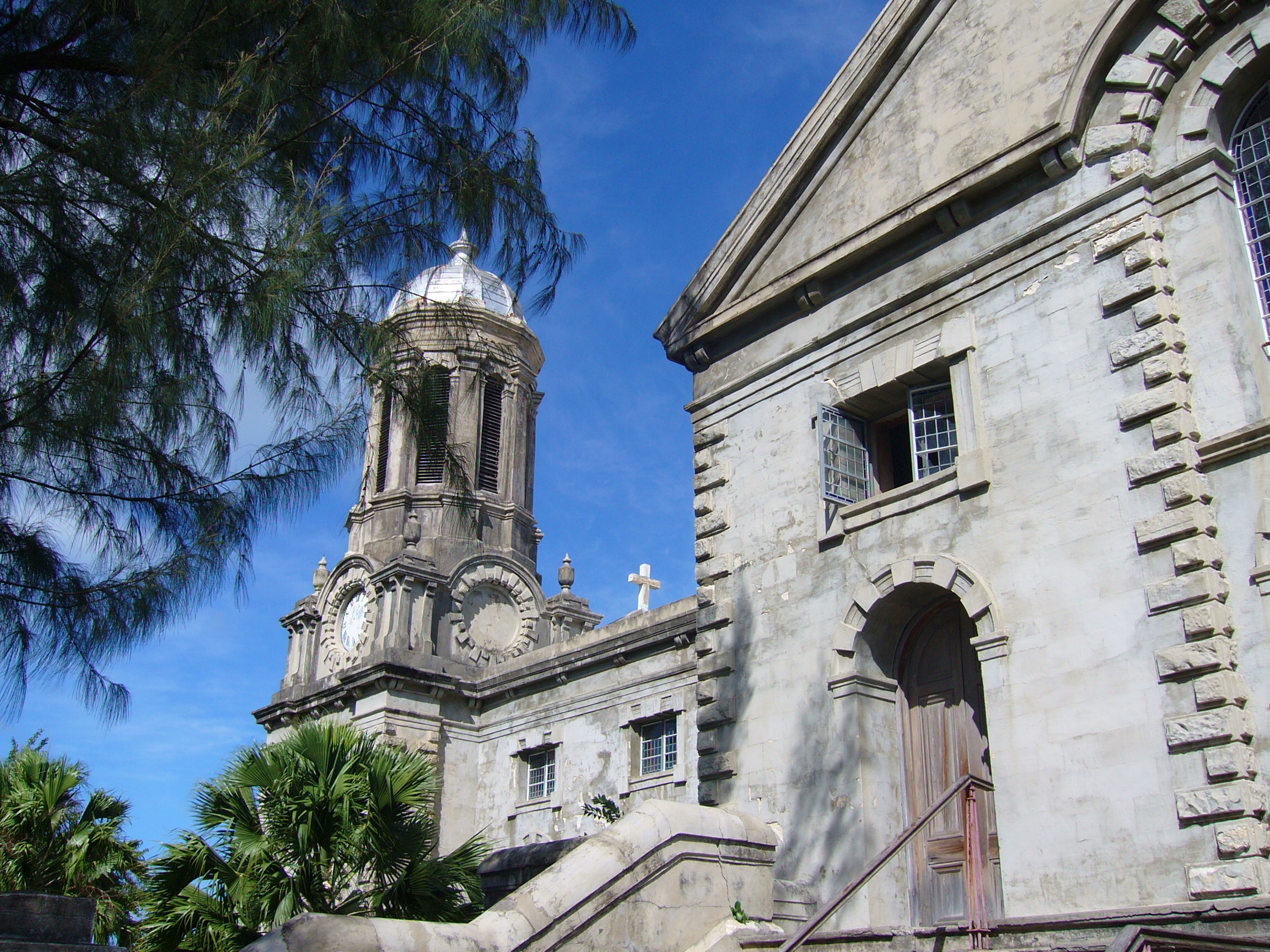
كنيسة سانت جونز

غالبية (77%) سكان الدولة مسيحيون وأكبر طوائفهم هي الأنجليكانية (17.6%). الطوائف المسيحية الأخرى الموجودة هي السبتية (12.4%)، الخمسينية (12.2%)، المورافية (8.3%)، الروم الكاثوليك (8.2%)، الميثودية (5.6%) كنيسة القداسة ويسليان (4.5%)، كنيسة الله (4.1%)، المعمدانية (3.6%)، المورمونية (أقل من 1.0%)، بالإضافة إلى شهود يهوه.
تشكل الديانات الأخرى 12.1% وبدون ديانة 5.9% وغير محدد 5.5%.

## الاقتصاد

تمثيل نسبي لصادرات أنتيغوا وباربودا2019

تهيمن السياحة على الاقتصاد، حيث تمثل أكثر من نصف الناتج المحلي الإجمالي. أدى ضعف النشاط السياحي منذ أوائل عام 2000 إلى تباطؤ الاقتصاد وضغط ميزانية الحكومة. سنت أنتيغوا وباربودا سياسات لجذب المواطنين والمقيمين ذو الثروات، مثل سن معدل ضريبة 0% في عام 2019. يرتكز الإنتاج الزراعي على السوق المحلي ويقيده محدودية المياه ونقص العمالة الناجم عن إغراء ارتفاع الأجور في السياحة وأعمال البناء.
منتجات التصدير الرئيسية هي المفروشات والحرف اليدوية والمكونات الإلكترونية. نمو البلاد الاقتصادي معتمد على نمو الدخل في العالم الصناعي وخاصة في الولايات المتحدة، التي يأتي منها حوالي ثلث إلى نصف السياح.
القدرة الحيوية في أنتيغوا وباربودا أقل من المتوسط العالمي. كان لدى أنتيغوا وباربودا 0.8 هكتار عالمي للفرد في 2016، وهو أقل بكثير من المتوسط العالمي البالغ 1.6 هكتار للفرد. استخدمت أنتيغوا وباربودا في عام 2016 4.3 هكتار عالمي من القدرة الحيوية للفرد. هذا يعني أنهم يستخدمون قدرة حيوية أكثر مما تحتويه أنتيغوا وبربودا. نتيجة لذلك تعاني أنتيغوا وباربودا من عجز في القدرة الحيوية.
تستخدم أنتيغوا وباربودا أيضًا برنامج المواطنة الاقتصادية لتحفيز الاستثمار في البلاد.

## التعليم
التعليم في أنتيغوا وباربودا إلزامي ومجاني للأطفال الذين تتراوح أعمارهم بين 5 و 16 عامًا. يعتمد نظام التعليم في أنتيغوا وباربودا على نظام التعليم البريطاني. تبدأ السنة الدراسية في سبتمبر وتنتهي في يونيو من العام التالي. من أجل ضمان تغطية الحكومة لجميع التكاليف المتعلقة بالتعليم المدرسي، هناك ضريبة تعليمية على جميع الأجور الأساسية في أنتيغوا وبربودا، تستخدم هذه الأموال لتغطية تكاليف الإمدادات والنقل وصيانة البنية التحتية للمدارس.
افتتحت جامعة الهند الغربية في 2019 حرمها الجامعي الخامس في فايف آيلاندز. يوجد بالدولة حرم جامعة ويست إنديز المفتوح. معدل الإلمام بالقراءة والكتابة للبالغين حوالي 89%.

## الرياضة

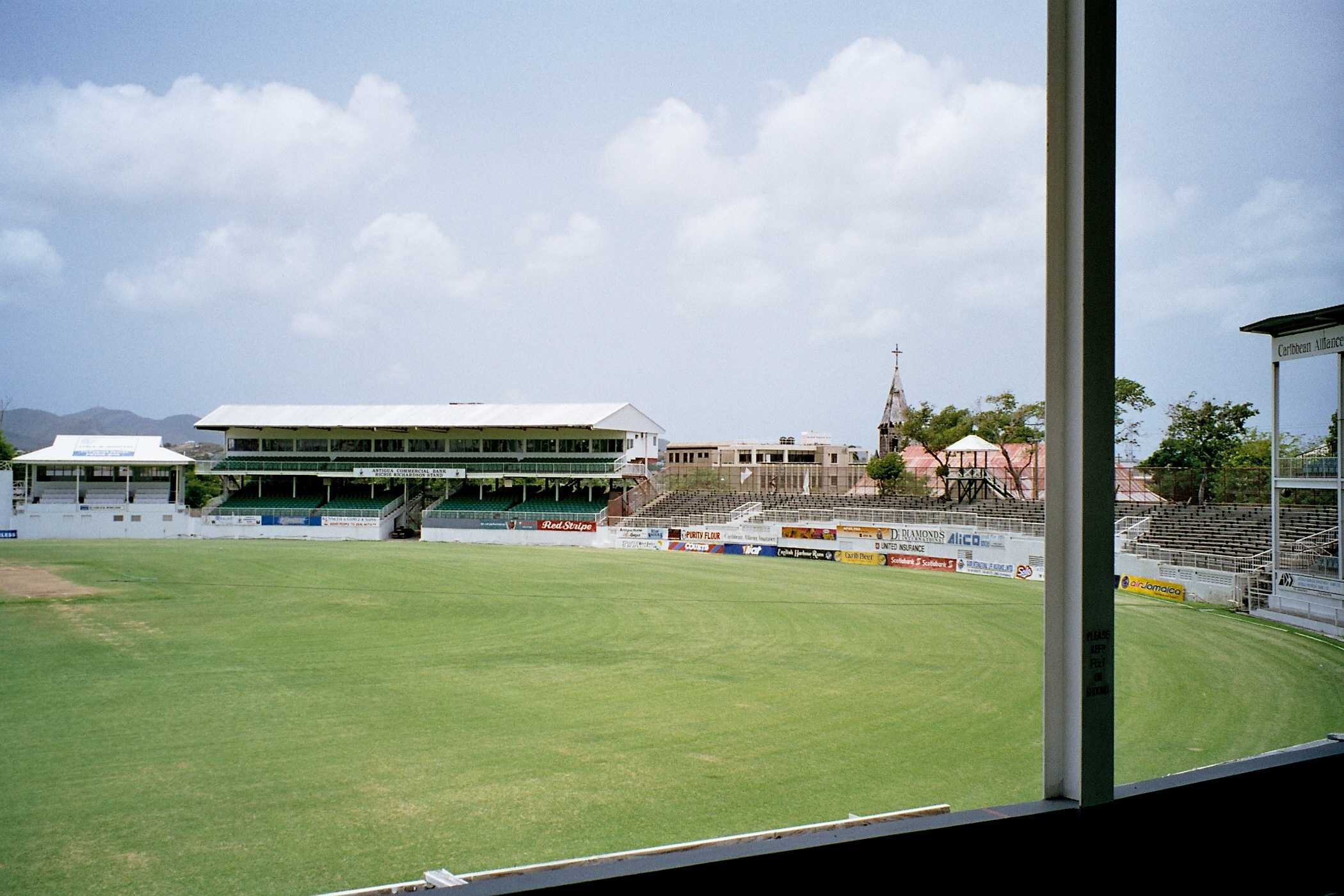
ملعب الكريكيت: أنتيغوا، يونيو 2003

أصبح دانييل بيلي أول أنتيغوي يصل إلى نهائي العالم داخل الصالات، حيث فاز بميدالية برونزية في بطولة العالم لألعاب القوى داخل الصالات 2010. كما كان أول أنتيغوي يخوض نهائي 100 متر في بطولة العالم لألعاب القوى 2009.
فاز بريندان كريستيان بميدالية ذهبية في سباق 200 متر وميدالية برونزية في سباق 100 متر في دورة الألعاب الأمريكية 2007. فاز جيمس جرايمان بميدالية برونزية في نفس الألعاب في الوثب العالي للرجال.
فازت هيذر صامويل بميدالية برونزية في دورة الألعاب الأمريكية 1995 في سباق 100 متر.

## الرموز

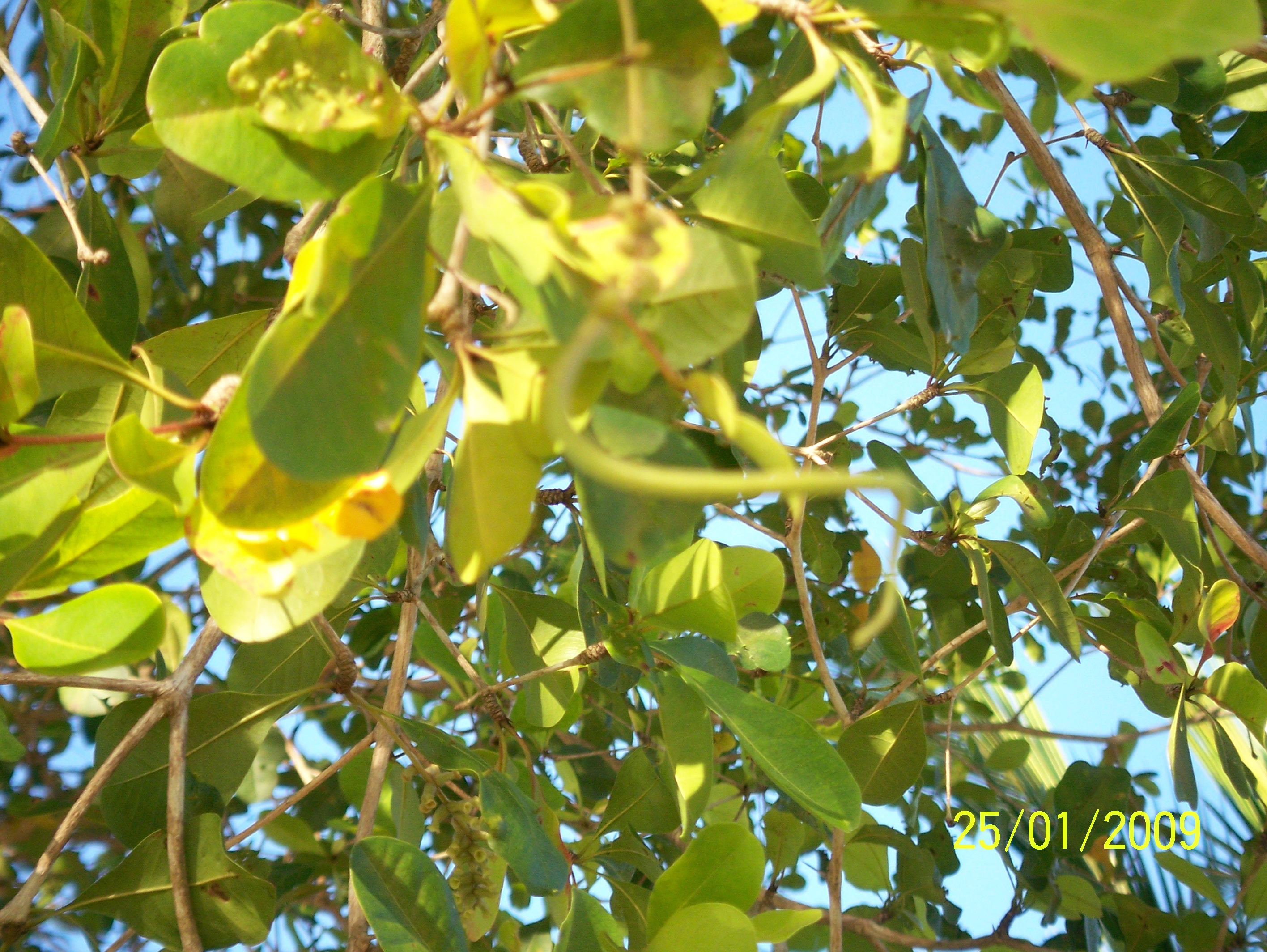
بوسيدا بوسيراس هي الشجرة الوطنية لأنتيغوا وباربودا

الطائر الوطني هو طائر الشانية، والشجرة الوطنية هي تيرميناليا بوسيراس. والحيوان الوطني هو الأيل الأسمر الأوروبي.:16 أجرت الحكومة مسابقة وطنية لتصميم لباس وطني جديد للبلاد في 1992؛ وفازت بها الفنانة هيذر دورام.

## وصلات خارجية
- اليونيسف.
- الموقع الرئيسي